# Oncorhynchus keta
Oncorhynchus keta (Walbaum, 1792) conosciuto comunemente come salmone keta, è una specie di pesce osseo marino e d'acqua dolce appartenente alla famiglia Salmonidae.

## Distribuzione e habitat
Il salmone keta è diffuso nell'Oceano Pacifico settentrionale, su entrambe le sponde. Sul lato asiatico vive in Corea, Giappone e lungo le rive dei mari di Bering e di Ochotsk, su quello americano si incontra dal versante artico dell'Alaska fino alla California (a sud fino a San Diego). È stato introdotto in vari stati tra cui l'Iran, il Cile e l'Europa settentrionale Come tutti i salmoni è una specie anadroma che passa gran parte della vita in mare ed effettua migrazioni riproduttive verso le acque dolci, dove avviene la deposizione delle uova. In mare ha abitudini epipelagiche.

## Descrizione
Appare simile agli altri salmoni del Pacifico e si può distinguere per l'assenza di punti scuri su dorso e pinna caudale. La pinna caudale ha bordo leggermente forcuto. Il dorso degli esemplari che vivono in mare è blu acciaio con chiazze indistinte nere, argenteo sul resto del corpo. Nei maschi le punte delle pinne caudale, anale e pettorali sono scure. La livrea nuziale del maschio è bruno scuro sul dorso e rossiccio sui fianchi, su cui risaltano delle barre verticali verdastre scure e ventre grigio scuro. Le pinne ventrali e l'anale hanno punte bianche. La femmina in livrea riproduttiva ha colorazione simile al maschio ma meno vivace.
Raggiunge il metro di lunghezza (la taglia media è poco inferiore ai 60 cm) per 16 kg circa di peso.

## Biologia
Può vivere fino a 7 anni.

### Alimentazione
Si nutre di copepodi, tunicati, krill, pteropodi, cefalopodi e pesci. Gli adulti in acqua dolce non si alimentano.

### Riproduzione

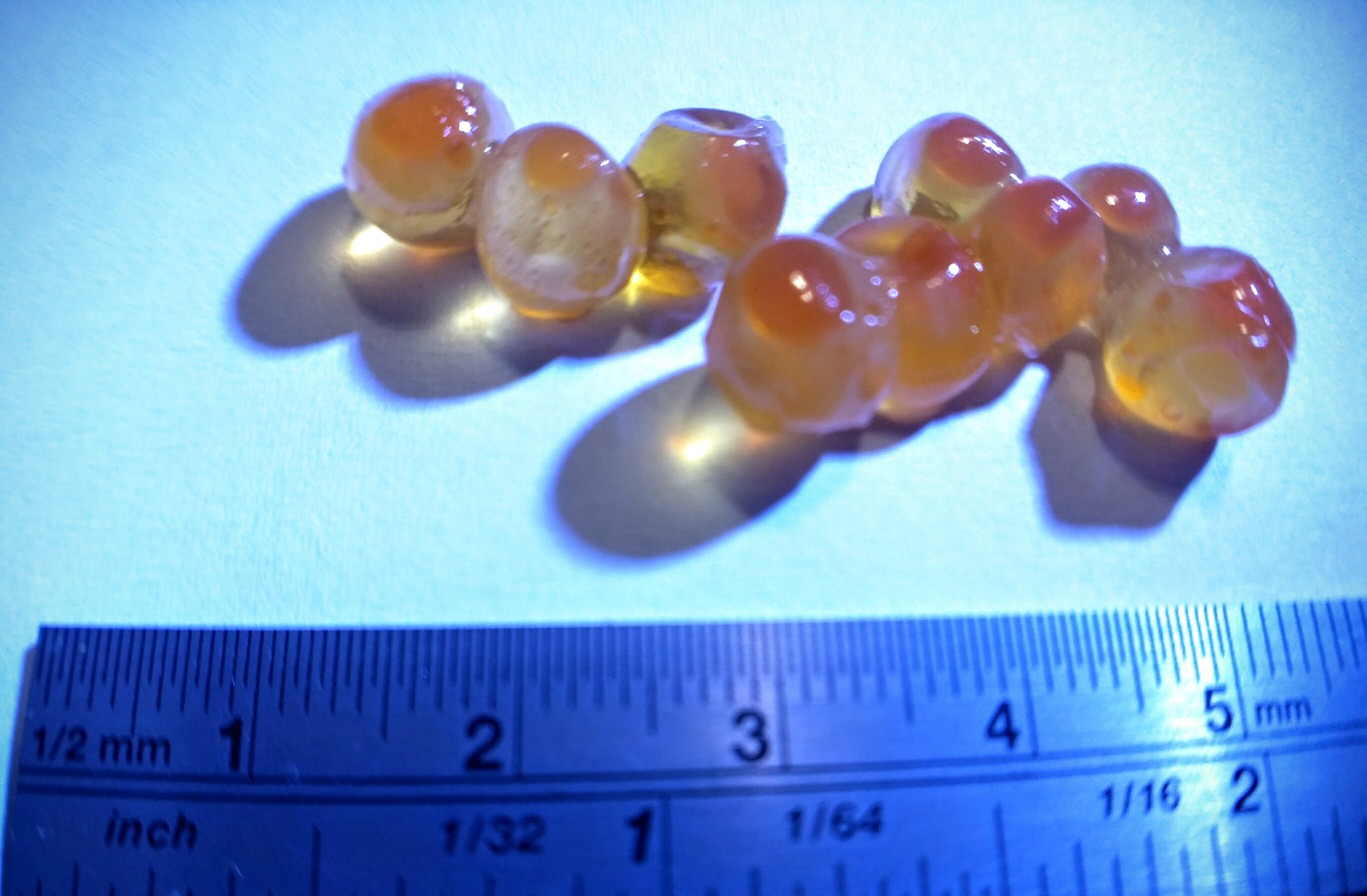
Uova di Oncorhynchus keta

Avviene nella parte alta dei fiumi, in acque fredde, con forte corrente e una profondità di circa 3 metri. La deposizione delle uova avviene su fondi di sabbia o ghiaia dove la femmina scava un avvallamento. Ogni maschio e ogni femmina si possono accoppiare con diversi compagni. Ogni femmina depone da 300 a 3.500 uova. Circa una settimana dopo la riproduzione i riproduttori muoiono. Le larve scendono al mare la primavera successiva alla nascita, a una lunghezza di 2,7–5 cm e i primi tempi si tengono nei pressi della costa. La vita marina dura da 2 a 4 anni, dopo di che avviene una nuova migrazione che li porterà nel luogo esatto della nascita

## Pesca
Specie di importanza elevata per la pesca professionale e per la pesca sportiva. Gli stati che catturano le maggiori quantità sono Giappone e Stati Uniti. Le marinerie dell'Alaska che pescano questa specie hanno ricevuto la certificazione di sostenibilità e di buona gestione degli stock del Marine Stewardship Council. La carne è ottima come quella del salmone atlantico e viene in gran parte inscatolata ma può essere commerciata anche fresca, congelata o affumicata.